# Kristen Faulkner
Kristen Faulkner (* 18. Dezember 1992 in Homer, Alaska) ist eine US-amerikanische Radrennfahrerin. Sie wurde 2024 Olympiasiegerin im Straßenrennen und in der Mannschaftsverfolgung.

## Sportliche Laufbahn
Kristen Faulkner wuchs in Homer, einem für die Fischerei von Heilbutt bekannten Ort mit 5000 Einwohnern in Alaska auf. Sie hat vier Geschwister, eine Schwester und drei Brüder. Sie besuchte eine High School in Massachusetts, wo sie Honor Roll Student (Schülerin mit überdurchschnittlichen Noten) und vier Jahre lang in Schulmannschaften als Läuferin, Schwimmerin und Ruderin aktiv war. An der Harvard University gehörte sie zwei Jahre lang der dortigen Ruder-Mannschaft an. 2016 schloss sie ihr Informatik-Studium mit dem Bachelor ab. Anschließend arbeitete sie als Investmentbankerin für Threshold Ventures, einer Risikokapitalfirma im Silicon Valley.
2016 begann Faulkner in New York mit dem Radsport. 2018 zog sie nach Kalifornien, und 2020 erhielt sie im Alter von 27 Jahren einen Vertrag beim Team TIBCO-Silicon Valley Bank. Im selben Jahr errang sie ihren ersten Erfolg mit dem Gewinn einer Etappe der Tour Cycliste Féminin International de l’Ardèche. Bei den ersten E-Cycling-Weltmeisterschaften im selben Jahr belegte sie mit 18 Sekunden Rückstand Rang fünf. 2022 wechselte sie zu Team BikeExchange-Jayco, für die sie unter anderem eine Etappe im Giro Donne gewann und in der erstmals ausgetragenen Tour de France Femmes 2022 fuhr. Bei Strade Bianche 2023 belegte sie den dritten Platz, wurde aber nachträglich disqualifiziert, weil sie während des Rennens ein Blutzuckermessgerät getragen hatte. Während die Erfassung solcher biologischer Daten im Training üblich ist, ist sie im Rahmen eines Rennens untersagt. Später im Jahr siegte sie im Einzelzeitfahren bei den Panamerikaspielen.
Für 2024 wechselte Faulkner zum neu gegründeten Team EF Education-Cannondale, für die sie Anfang des Jahres Erfolge bei kleineren Rennen in Europa erzielte (Omloop van het Hageland, Trofeo Ponente in Rosa).
Im Mai 2024 wurde sie Zweite bei den US-amerikanischen Meisterschaften im Einzelzeitfahren hinter Taylor Knibb, gewann aber das Straßenrennen. Anfang August 2024 gewann sie bei den Olympischen Spielen in Paris das Straßenrennen und wenige Tage später mit dem US-amerikanischen Vierer auf der Bahn die Mannschaftsverfolgung.

## Erfolge
2020
- eine Etappe Tour Cycliste Féminin International de l’Ardèche

2021
- eine Etappe Ladies Tour of Norway

2022
- eine Etappe Tour de Suisse Women
- eine Etappe Giro d’Italia Donne

2023
- Panamerikaspielesiegerin – Einzelzeitfahren

2024
- Omloop van het Hageland
- zwei Etappen, Punktewertung und Bergwertung Trofeo Ponente in Rosa
- eine Etappe Vuelta Femenina
- US-Meisterin – Straßenrennen
- Olympiasiegerin – Straßenrennen
- Olympiasiegerin – Mannschaftsverfolgung (mit Chloé Dygert, Lily Williams und Jennifer Valente)

2025
- US-Meisterin – Straßenrennen